# HD 7449
HD 7449 — звезда, которая находится в созвездии Кита на расстоянии около 127,2 световых лет от нас. Вокруг звезды обращаются, как минимум, две планеты.

## Характеристики
HD 7449 представляет собой звезду главной последовательности, имеющую массу и радиус, почти равные солнечным. Температура поверхности звезды составляет около 6024 кельвинов. Возраст HD 7449 учёными оценивается приблизительно в 2,1 миллиарда лет.

## Планетная система
В 2011 году группой исследователей было объявлено об открытии двух планет в системе. Это газовые гиганты, похожие на Юпитер. Планета HD 7449 b обращается на расстоянии 2,3 а.е. от родительской звезды, совершая полный оборот за 1275 суток. Планета HD 7449 c находится чуть дальше — на расстоянии 4,96 а.е. от звезды, совершая полный оборот почти за 11 лет. Открытие обеих планет было совершено с помощью метода вычисления собственного движения с использованием спектрографа HARPS.
| HD 7449 в созвездии Кит |